# Jurij Olefirenko (nave da sbarco)
La Jurij Olefirenko (in ucraino Юрій Олефіренко?, secondo la traslitterazione anglosassone Yuri Olefirenko), nota in precedenza come SDK-137 e Kirovohrad, è una nave da sbarco classe Polnocny-C costruita in Polonia nel 1970 per la Marina militare sovietica e passata poi nel 1994 alla Marina militare ucraina.

## Storia
La nave fu costruita nel 1970 presso il Cantiere settentrionale di Danzica, in Polonia, e venne accettata il 31 maggio 1971 dalla Marina militare sovietica, venendo assegnata alla 39ª divisione delle forze navali anfibie della Flotta del Mar Nero, stazionata presso la base della baia di Donuzlav, in Crimea. Nell'ambito della guerra del Kippur la nave è stata dislocata nel Mediterraneo.
Con la divisione della Flotta del Mar Nero nel 1994 la nave fu ceduta alla Marina militare ucraina e ribattezzata in Kirovohrad, in onore dell'omonima città. Nel corso degli anni 2000 ha preso parte a diverse esercitazioni internazionali, venendo sottoposta più volte a riparazioni.
Nel marzo 2014 con l'annessione della Crimea alla Russia la nave è stata sequestrata dai russi salvo poi esser stata restituita circa un mese dopo agli ucraini, che l'hanno trasportata in rimorchio a Odessa. Nel 2016 è stata ridenominata come Jurij Olefirenko, in onore del capitano Jurij Olefirenko, morto il 16 gennaio 2015 nei pressi di Mariupol' durante il conflitto russo-ucraino.
In seguito allo scoppio dell'invasione russa dell'Ucraina del 2022 ha difeso il porto di Očakiv, impedendo quindi l'accesso marittimo alla città di Cherson occupata. Il 23 giugno 2022 l'unità è stata insignita del titolo onorifico "Per il Valore e il Coraggio" da parte del presidente Zelens'kyj. Il 31 maggio 2023 il ministero della Difesa russo ha dichiarato che la nave era stata distrutta due giorni prima. La marina ucraina non ha commentato pubblicamente la notizia.